# 유함수
군 표현론에서 유함수(類函數, 영어: class function)는 군 위에 정의되며, 군 켤레 작용에 대하여 불변인 함수이다.

## 정의
공역 {\displaystyle X}가 주어졌을 때, 군 {\displaystyle G} 위의 함수 {\displaystyle f\colon G\to X}가 다음 성질을 만족시키면 {\displaystyle f}를 유함수라고 한다. 모든 {\displaystyle h\in G}에 대하여,
{\displaystyle f(hgh^{-1})=f(g)}
체 {\displaystyle k}에 값을 갖는 유함수들의 집합은 {\displaystyle k}-벡터 공간을 이루며, 곱셈에 대하여 가환 대수를 이룬다. 이들은 군환 {\displaystyle k[G]}의 중심을 이룬다.